# بيت السباعي (بني العوام)

تعديل مصدري - تعديل

بيت السباعي هي إحدى قرى عزلة قطعة الصرابي بمديرية بني العوام التابعة لمحافظة حجة، بلغ تعداد سكانها 74 نسمة حسب تعداد اليمن لعام 2004.